# Notre-Dame-de-l'Île-Perrot
Pour les articles homonymes, voir Notre-Dame et île Perrot.
Notre-Dame-de-l'Île-Perrot est une des quatre municipalités situées sur l'île Perrot dans la municipalité régionale de comté de Vaudreuil-Soulanges au Québec (Canada), dans la région de la Montérégie,. La ville a connu une augmentation démographique majeure durant les dernières années transformant une bonne partie de son territoire en banlieue typique.

## Histoire
« Tout comme la ville et l'île, Notre-Dame-de-l'Île-Perrot, détachée de la municipalité de la paroisse de L'Île Perrot, tire son appellation du patronyme du premier seigneur des lieux, François-Marie Perrot». L'île qui prend le nom de Perrot est concédée le 29 octobre 1672 à François-Marie Perrot, capitaine du régiment de Picardie et gouverneur de Montréal, par l'intendant Jean Talon, l'oncle de sa femme, peu avant le départ de ce dernier pour la France. En 1684, Perrot vend la seigneurie à Charles LeMoyne (notaire Basset). Le 27 avril 1703, les héritiers LeMoyne revendent la seigneurie à Joseph Trottier dit Desruisseaux pour la somme de 3 500 livres (notaire Rimbaud). Après le décès de Joseph Trottier survenu au temps des fêtes 1713 à la rivière aux Renards, au cours d'une expédition dans la région de Détroit, sa femme Françoise Cuillerier lui succède jusqu'en 1751 alors que son gendre, Jean-Baptiste Leduc rachète la seigneurie vendue à la criée pour la somme de 10 000 livres. Leduc demeure seigneur de l'île jusqu'en 1785, année du rachat de la seigneurie par le marchand Thomas Dennis.
La municipalité de paroisse de Notre-Dame-de-l'Île-Perrot se détache en 1949 de la municipalité de l'Île Perrot (auparavant connue sous le nom de Corporation municipale de la paroisse Sainte-Jeanne de l'Isle Perrot) constituée depuis 1854. L'année suivante, 1950, le secteur de Pincourt, constituant une partie de l'ancienne municipalité, devient autonome et se constitue en municipalité. En 1958, la pointe sud-est de Notre-Dame-de-l'Île-Perrot se constitue en municipalité sous le nom de Ville de Pointe-du-Moulin. Celle-ci est fusionnée à la municipalité de paroisse de Notre-Dame-de-l'Île-Perrot en 1984. En 1998, la municipalité de la paroisse de Notre-Dame-de-l'Île-Perrot devient la municipalité de Notre-Dame-de-l'Île-Perrot, puis en 2004, la ville de Notre-Dame-de-l'Île-Perrot.

## Héraldique
|  | Le blasonnement des armoiries de Notre-Dame-de-l'Île-Perrot se lit comme suit : « d'azur, au moulin à vent au naturel à quatre ailes d'or, posé sur une île de sinople baignant dans des eaux d'argent ondées d'azur et accompagné, en chef senestre, d'un croissant montant d'argent posé sur un croissant renversé du même et, en chef dextre, d'une bague d'or. En cimier, un diadème de reine d'or serti de rubis et de saphirs posé sur une torque d'or et d'azur ». |

## Géographie
La municipalité de Notre-Dame-de-l'Île-Perrot occupe la plus grande partie de l'île Perrot, dans sa partie orientale et donnant sur le lac Saint-Louis. La partie la plus développée se trouve dans la partie ouest du territoire, en prolongement de l'urbanisation de la municipalité voisine de L'Île-Perrot, à proximité des ponts donnant sur l'île de Montréal et Vaudreuil-Dorion. La partie est de la municipalité, qui correspond à l'ancienne municipalité de Pointe-du-Moulin, est toutefois plus ancienne, étant le berceau de la seigneurie de l'Île-Perrot.

## Démographie
| 1991  | 1996  | 2001  | 2006  | 2011   | 2016   | 2021   |
| ----- | ----- | ----- | ----- | ------ | ------ | ------ |
| 5 261 | 7 059 | 8 546 | 9 885 | 10 620 | 10 654 | 11 427 |

## Administration
Le mode d'élection est en bloc et par district.Élections municipales 2013, Candidatures et résultats pour Notre-Dame-de-l'Île-Perrot Source : Ministère des Affaires municipales et de l'Habitation du Québec, 9 février 2014.
| Notre-Dame-de-l'Île-Perrot Maires depuis 2001                                                                        |                      |                                      |          |
| Élection | Maire                | Qualité                              | Résultat |
| 2001 | Michel Tarte         |                                      | Voir     |
| 2005 | Serge Roy            |                                      | Voir     |
| 2009 | Marie-Claude Nichols | Députée libéral de Vaudreuil en 2014 | Voir     |
| 2013 | Marie-Claude Nichols | Députée libéral de Vaudreuil en 2014 | Voir     |
| 2014 | Danie Deschênes      |                                      | Voir     |
| 2017 | Danie Deschênes      | Voir                                 |          |
| 2021 | Danie Deschênes      | Voir                                 |          |
| Élection partielle en italique Depuis 2005, les élections sont simultanées dans toutes les municipalités québécoises |                      |                                      |          |

|            | 2005-2009            | 2009-2013            | 2013-2017            |
| Maire      | Serge Roy            | Marie-Claude Nichols | Marie-Claude Nichols |
| District 1 | Michel Asselin       | Danie Deschênes      | Danie Deschênes      |
| District 2 | Diane Gervais        | Sylvain Lemire       | Sylvain Lemire       |
| District 3 | Richard Filion       | Daniel Lauzon        | Daniel Lauzon        |
| District 4 | Jean-Guy Desmarchais | Bernard Groulx       | Bernard Groulx       |
| District 5 | Josée Baril          | Normand Pigeon       | Normand Pigeon       |
| District 6 | Bruno Laplante       | Jean Fournel         | Jean Fournel         |

Au niveau supramunicipal, Notre-Dame-de-l'Île-Perrot fait partie de la municipalité régionale de comté de Vaudreuil-Soulanges. Elle fait également partie du territoire de la Communauté métropolitaine de Montréal. La population locale est représentée à l'Assemblée nationale du Québec par le député de la circonscription de Vaudreuil et à la Chambre des communes du Canada par le député de la circonscription de Vaudreuil-Soulanges.

## Économie
La production agroalimentaire de Notre-Dame-de-l'Île-Perrot comprend des vergers, par exemple les vergers Labonté. Un projet expérimental de culture agroforestière mixant la culture de céréales au travers de plantations d'arbres est mis en place sur un terrain de 42 hectares en 2013.

## Culture
Des concerts sont donnés à l'église Sainte-Jeanne-de-Chantal. Le festival de la S.O.U.PE de Vaudreuil-Soulanges, initié en 2012, est le premier en Amérique du Nord à avoir signé la charte du festival international Symbole d'Ouverture et d'Union des Peuples regroupant 35 villes. Ayant lieu au début septembre sur le site historique de la Pointe-du-Moulin, il propose dégustation et concours de soupes. Il attire quelque 2 000 visiteurs en 2013.

## Éducation
La Commission scolaire des Trois-Lacs administre les écoles francophones.
- École de la Samare
- École Notre-Dame-de-la-Garde
- L'École La Perdriolle à L'Île-Perrot servi a autres parties de la ville[15]

La Commission scolaire Lester-B.-Pearson administre les écoles anglophones:
- École primaire Dorset à Baie-d'Urfé servi a une partie.
- École primaire Edgewater et École primaire St. Patrick à Pincourt servi a une partie.

## Société
La ville de Notre-Dame-de-l'Île-Perrot est en pourparlers pour la construction d'un Complexe sportif Alexandre Burrows comprenant deux patinoires de hockey à l'intérieur et quatre terrains à l'extérieur,.